# Casa Sartorio
La Casa Sartorio è un edificio storico di Milano situato in via Piacenza al civico 13.

## Storia
Il palazzo venne eretto nel 1909 secondo il progetto dell'architetto Enrico Provasi.

## Descrizione
L'edificio sorge su un lotto triangolare all'angolo tra via Piacenza e via Gian Carlo Passeroni a poca distanza da Porta Romana. Le facciate, caratterizzate da un'elevata verticalità, presentano eleganti decorazioni liberty. L'elemento distintivo dell'edificio è però il prospetto d'angolo con i due bovindi triforati del piano terreno e dell'ultimo piano, inframezzati da due balconi. Non è difficile vedere nelle soluzioni architettoniche del palazzo alcuni rimandi alle opere di Victor Horta a Bruxelles.